# Nancy Vieira
Nancy Vieira, née en 1975, est une chanteuse cap-verdienne, née en Guinée-Bissau et résidant au Portugal.

## Biographie
Elle est née en 1975 en Guinée-Bissau de parents capverdiens, luttant pour l'indépendance de leur pays. 1975 est aussi l'année de l'accès à cette indépendance pour le Cap-Vert, deux ans après la Guinée-Bissau. Quatre mois après sa naissance, sa famille rejoint Praia, la nouvelle capitale de l’archipel du Cap-Vert. Puis, adolescente, alors qu'elle a 14 ans, son père est nommé ambassadeur au Portugal et sa famille s'installe à Lisbonne. Elle étudie la gestion et la sociologie à l’université. Un peu par hasard, elle participe à un concours de chant, organisé par une discothèque : en chantant Lua nha testemunha, un titre de l'album Miss Perfumado  de Cesária Évora, elle gagne le concours. Dans la foulée, elle enregistre son premier album, Nos raça.
En dehors du Portugal et du Cap-Vert, elle se produit sur scène, au Royaume-Uni, aux Pays-Bas, aux États-Unis, en Angola, en Pologne, en France, et dans quelques autres ... Elle multiplie également les collaborations, dans des enregistrements ou sur scène. Elle apparaît ainsi dans le disque Música de intervenção Cabo Verdiana : un história da luta de l'indépendance de Cabo Verde contada em música en 1999, y chantant avec Titina Rodrigues Hitler câ tâ ganhá guerr, et avec Ildo Lobo et d'autres artistes Apocalypse. En 2005, elle enregistre un titre, Canção de Alterne avec  Rui Veloso, dans l'album de ce dernier, d'Un Espuma das Canções. Elle chante et enregistre deux singles, l'un en Créole du Cap-vert, Fitisera di Klaridon, en 2010, et l'autre en portugais, Voz & Guitarra 2 - Corpo Encantado, en 2012 avec Júlio Pereira. Elle enregistre avec un autre Cap-Verdien, le chanteur Dany Silva dans un album commémorant les 40 ans de sa carrière.
Sur scène, elle chante par exemple en 2008 avec  Rão Kyao au festival Rock in Rio à Lisbonne, et, en 2014, avec le chanteur Zé Luis à Paris. 
Son style se caractérise par une fusion de traditions rythmiques du Cap-Vert et de quelques influences autres, principalement brésiliennes, portugaises et des Caraïbes. Elle fait aussi appel à des auteurs faisant référence, tels le chanteur et guitariste Mario Lucio (en) (devenu ministre cap-verdien de la Culture), Teofilo Chantre (en) (qui a longtemps collaboré avec Cesaría Évora), Francisco Xavier da Cruz (en), ou encore Manuel de Novas (en).
Elle enregistre  un deuxième album, Segred, près de 10 ans après le premier, en 2004. Un autre album, Pássaro Cego, sorti en 2009, bénéficie de la présence de plusieurs autres chanteurs, dont Chico César qui chante Ilha dos Amantes. Ensemble, elle chante aussi un titre avec Sara Tavares. Elle enregistre un single pour la bande-son d'une telenovela, Laços de Sangue, diffusé par le SIC et produit par SIC/TV Globo.
Nô Amá est son cinquième album publié par Lusafrica en 2012.

## Discographie
- Nôs Raça (Notre Race) (Disconorte, 1995)
- Segred (Praça Nova, 2004)
- Lu (Lumière) (Harmonia Mundi/Village Mondial, 2007)
- Pássaro Cego, avec Manuel Paulo, 2009
- Nô Amá (Lusafrica, 2012)
- Manha Floride (Lusafrica, 2018)

### Autres enregistrements et collaborations (sélection)
- 1996 - Derito
- 2003 - "Ao vivo no B. Leza" - Dze q'dze / Ce de la vie
- 2005 - Rui Veloso, "Canção de Alterne" dans l'album A Espuma das Canções
- 2006 - Jon Luz
- 2006 - José Barros - Regresso
- 2007 - Fils da Fala - Nhor Deus
- 2007 - O canto dos animais - O papagaio fofoca
- 2010 - "Reintervenção" - Tributo un José Afonso (Réintervention: Un Hommage à José Afonso") - Tu Gitana
- 2010 - Júlio Pereira - Fitisera Di Klaridon
- 2013 - Voz & Guitarra 2 (Voix et Guitares 2) - Corpo Encantado, avec Júlio Pereira